# Félix Danvin
Victor Marie Félix Danvin, né le 4 novembre 1801 à Paris où il est mort le 14 février 1842, est un artiste peintre français.

## Biographie

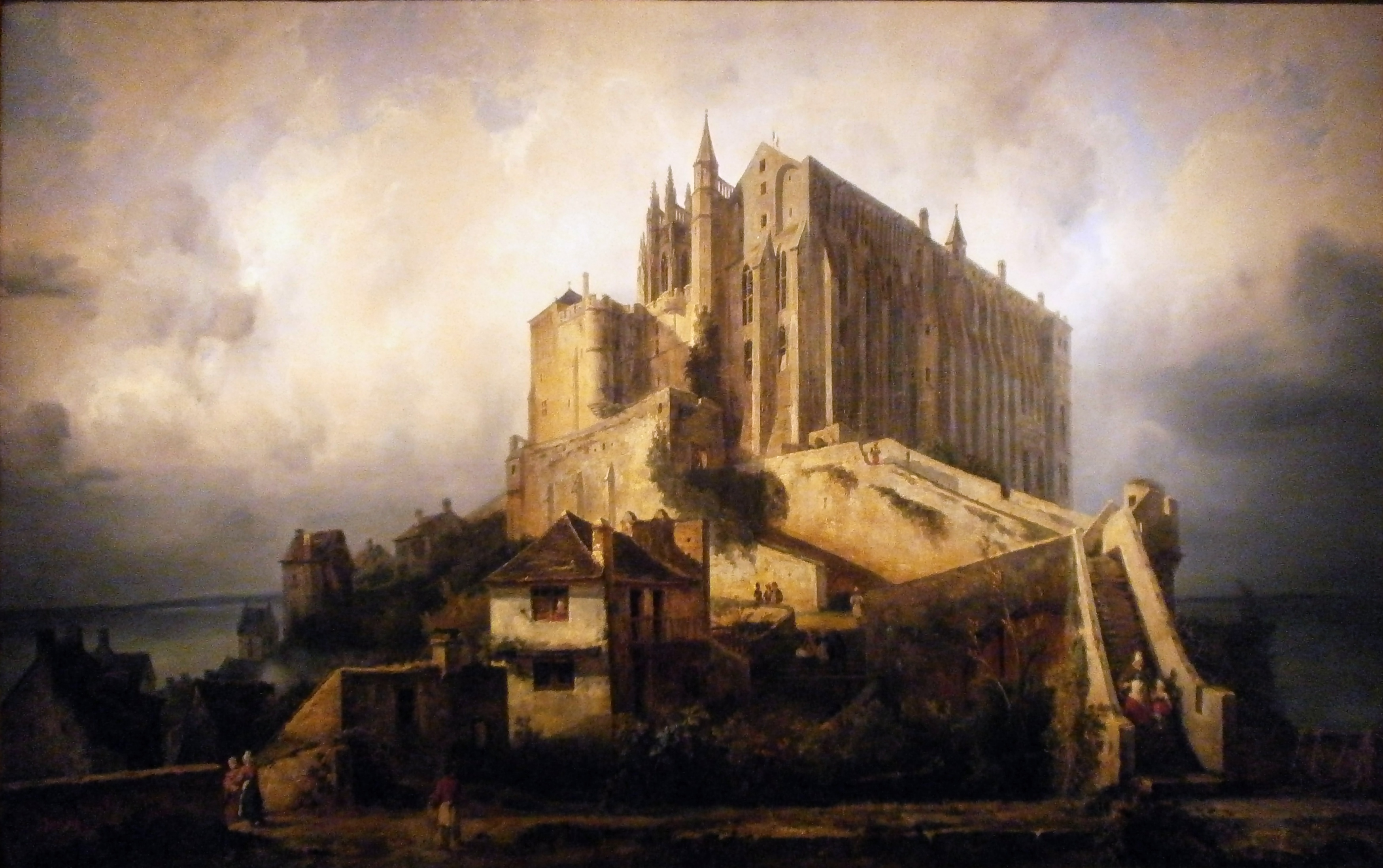
Félix Danvin, Vue du Mont Saint-Michel

Victor Marie Félix Danvin est le fils de Louis Pierre Danvin, marchand de bois, et de Marie Madeleine Moray.
Élève de Guérin, Lethière et Rémond, il expose au Salon de 1831 à 1839.
En juillet 1833, il épouse à Paris, Louise De Monet. 
Le couple a élu domicile au no 37 de la rue du Four-Saint-Germain, tout comme le peintre Eugène Stanislas Thierrée. En 1834 naît leur fils Henri Auguste Danvin, Eugène Stanislas Thierrée s'en porte témoin à l'état civil.
En 1836, Félix Danvin obtient une médaille de 3e classe.
Veuf de Louise De Monet, il épouse en secondes noces, à Bourges en 1838, Constance Amélie Lambert, peintre paysagiste
Il meurt à Paris à l'âge de 40 ans.

## Œuvres
- Chapelle de Saint-Pierre dans l'enceinte de l'abbaye de Jumièges, 1835
- Vue du Mont Saint-Michel
- Ruines de l'abbaye de Jumièges, musée Eugène-Boudin de Honfleur[7]